# إيريك بلاك
إيريك بلاك (بالإنجليزية: Eric Black)‏ (1 أكتوبر 1963 -) هو لاعب كرة قدم أسكتلندي سابق ومدرب حالي، يشغل منصب مساعد مدرب نادي ساوثهامبتون الإنجليزي. لعب أثناء مسيرته الكروية لأندية أبردين وميتز، ومثّل منتخب اسكتلندا لكرة القدم في ثلاثة مناسبات. وتولى بلاك في الماضي مهام تدريبية دائمة في ناديي ماذرويل وكوفنتري، بينما تولى مهام تدريبية مؤقتة في كل من برمنغهام، ساندرلاند، بلاكبيرن، روذرهام، وأستون فيلا.

## مسيرته الكروية
لعب إيريك بلاك خلال مسيرته الاحترافية مع ناديين في عشرة مواسم وسجل خلالها 73 هدفًا ضمن 202 مباراة. حيث فاز في خمسة مواسم بالكأس وفي موسمين بالدوري.
خاض إيريك بلاك مسيرته مع نادي أبردين في موسم 1981–82 ليلعب معه خمسة مواسم، مشاركًا في 116 مباراة سجل خلالها 47 هدفًا. ثم انتقل إلى نادي ميتز في موسم 1986–87 ليلعب معه خمسة مواسم، حيث شارك في 86 مباراة سجل خلالها 26 هدفًا.

## فضائح فساد
في سبتمبر 2016، نشرت صحيفة ديلي تلغراف البريطانية إدعاءات مفادها أن إيريك بلاك قدم نصائح لصحفيين سريين حول كيفية تقديم رشاوي لمسؤولين في أندية أخرى. وصُور بلاك وهو يرشح ما يبدو أنه أسماء مسؤولين بأندية يمكن إغراؤهم، لتسريب معلومات عن لاعبين إلى شركة ما مقابل حصولهم على أموال في انتهاك لقوانين إتحاد كرة القدم الانجليزي. في المقابل نفى بلاك هذه الإتهامات، ومن جانبه قال نادي ساوثهامبتون إنه «ملتزم تماما» بالتحقيق في هذه المزاعم، وينوي العمل عن كثب مع رابطة الدوري الإنجليزي واتحاد كرة القدم بشأنها.

## روابط خارجية
- إيريك بلاك على موقع الاتحاد الدولي (مؤرشف)  (الإنجليزية)
- إيريك بلاك على موقع قاعدة بيانات كرة القدم.إي يو (الإنجليزية)
- إيريك بلاك على موقع ناشيونال فوتبول تيمز (الإنجليزية)
- إيريك بلاك على موقع Soccerbase.com (لاعب) (الإنجليزية)
- إيريك بلاك على موقع Soccerbase.com (مدرب) (الإنجليزية)
- إيريك بلاك على موقع عالم كرة القدم.نت (الإنجليزية)